# Kärntner Schriftstellerverband
Der Kärntner SchriftstellerInnenverband (Bezeichnung bis 2013: Kärntner Schriftstellerverband) wurde 1969 gegründet, um die künstlerischen, wirtschaftlichen und gesellschaftlichen Interessen der Schriftsteller Kärntens zu fördern.
Der erste Präsident war Lorenz Mack, der aber noch im ersten Jahr von Walther Nowotny abgelöst wurde. Nach seinem Tod Mitte der 1990er Jahre wurde die Leitung von Günther Kanzian übernommen, dem schließlich 2002 Gerard Kanduth folgte. Ab Februar 2016 leitet den Verband Gabriele Russwurm-Biró als erste Präsidentin.
Seit 2002 wird im Zwei-Jahres-Rhythmus der „Preis des Kärntner SchriftstellerInnenverbandes für neue Literatur“ ausgeschrieben.

## Gewinner
- 2002: Barbara Grascher
- 2004: Simone Schönett
- 2006: Jürgen Lagger
- 2008: Hugo Ramnek
- 2010: Christoph W. Bauer
- 2012: Harald Schwinger
- 2014: Anna Baar
- 2016: Greta Lauer

Seit 2005 veranstaltet der Kärntner SchriftstellerInnenverband auf der Alten Burg in Gmünd/Kärnten alle ein bis zwei Jahre gemeinsam mit der Kulturinitiative Gmünd das trilaterale Alpe-Adria-Literatursymposion.